# Équipe de Norvège féminine de handball
Maillots
Dernière mise à jour : 11 août 2024.
L'équipe de Norvège féminine de handball représente la Fédération norvégienne de handball lors des compétitions internationales, notamment aux Jeux olympiques, championnats du monde et championnats d'Europe.
Il s'agit de l'une des sélections les plus titrées de tous les temps avec à la clef quatorze titres majeurs et trente-deux podiums internationaux (record absolu au handball féminin et masculin confondus). Elle obtient sa première médaille au Championnat du monde 1986 et mais c'est principalement depuis les années 2000 qu'elle se bâtit son palmarès. Quatrième nation en 2012 à avoir conservé son titre olympique (après les sélections d'Union soviétique, de Corée du Sud et du Danemark), l'équipe de Norvège remporte en Novembre 2022 son neuvième titre de championne d'Europe sur quinze éditions disputées (1998, 2004, 2006, 2008, 2010, 2014, 2016, 2020, 2022) dont quatre titres consécutifs (record). Avec également à son actif quatre titres mondiaux (1999, 2011, 2015, 2021) et trois titres olympiques (2008, 2012), la sélection scandinave est la première à avoir remporté au moins deux fois les trois compétitions majeures. Seuls la Corée du Sud, le Danemark et la France sont parvenus à soulever chaque trophée au moins une fois. Enfin en 2015 et à l'instar de l'Équipe de France masculine, elle aura été également l'une des rares à avoir détenu simultanément ces trois titres (après le Danemark).

## Histoire

### Les premières années (1946-1983)
Le premier match de l'équipe nationale a lieu le 29 septembre 1946, devant 9000 spectateurs, au stade du Bislett à Oslo, face à l'équipe de Suède. Malgré la présence de la très polyvalente Laila Schou Nilsen, la Suède l'emporte par 5-2 après une rencontre de deux fois 15 minutes. L'équipe se qualifie pour son premier championnats du monde en 1971 qu'elle termine à la 7e place sur neuf équipes. Elle participe également aux championnats du monde 1973, 1975 et 1982 sans réaliser de meilleur résultat.

### Sven Tore Jacobsen sélectionneur (1984-1993)
Durant 10 saisons de 1984 à 1993, l'équipe nationale est dirigée par Sven Tore Jacobsen. Elle se qualifie pour le championnat du monde 1986 et remporte la première médaille de son histoire à la surprise générale. Elle finit à la troisième place après sa victoire face à l'Allemagne de l'Est (23-19). Poursuivant sur sa lancée, l'équipe confirme sa dynamique en remportant deux médailles d'argent aux Jeux olympiques de 1988 à Séoul puis de 1992 à Barcelone et prend place dans la hiérarchie des meilleures équipes mondiales. Ces bons résultats lui permettent également de retenir l'attention des médias norvégiens.

### Marit Breivik aux commandes (1994-2009)
Ancienne joueuse internationale, Marit Breivik prend les rênes de la sélection nationale norvégienne en 1994. Elle conduit l'équipe vers les sommets et remporte six championnats majeurs entre 1994 et 2009 : le championnat du monde 1999, les Jeux olympiques de 2008 ainsi que quatre championnats d'Europe (1998, 2004, 2006 et 2008), avec un jeu basé sur une assise défensive en 6-0 et des contre-attaques rapides. Lors des Jeux olympiques de Pékin en 2008, la Norvège remporte tous ses matches du tour préliminaire et se qualifie facilement pour les quarts de finale. Une large victoire face à la Suède lui permet de rejoindre les demi-finales où elle rencontre la Corée du Sud. En demi-finale, l'équipe norvégienne se qualifie après une rencontre accrochée conclue sur un but d'écart marqué à la dernière seconde par Gro Hammerseng. En finale, la Norvège retrouve les doubles championnes du monde en titre russes. Un bon début de match permet aux norvégiennes de prendre rapidement les devants et de remporter la finale sur le score 34 à 27, décrochant à cette occasion son premier titre olympique.

### La période Thorir Hergeirsson (depuis 2009)
Thorir Hergeirsson, adjoint de Breivik depuis 2001, est nommé sélectionneur national en 2009. Les bons résultats de l'équipe se poursuivent avec une troisième place au championnat du monde 2009 et la victoire au championnat d'Europe 2010. Leur première place au championnat du monde 2011 permet à l'équipe de Norvège de détenir simultanément les trois titres majeurs du handball. La série de victoires continue aux Jeux olympiques de Londres en 2012 mais prend fin au championnat d'Europe 2012, après une défaite en finale face au Monténégro, après prolongations (41-38).
Le championnat du monde 2013 est la première compétition terminée hors du podium (cinquième place après une élimination en quart de finale par la Serbie) depuis huit ans et le championnat du monde 2005. L'équipe renoue avec la victoire en 2014 en remportant pour la sixième fois le championnat d'Europe, qui lui permet de se qualifier pour les Jeux olympiques. Elle enchaîne avec une nouvelle campagne victorieuse lors du championnat du monde 2015 où elle décroche son troisième titre de championne du monde en dominant les Pays-Bas en finale (31-23). Aux Jeux olympiques de 2016, la Norvège est éliminée par la Russie en demi-finale et perd son titre olympique. Elle remporte néanmoins la petite finale face aux Pays-Bas et ramène ainsi une médaille de bronze. Fin 2016, elle affronte à nouveau les Pays-Bas en finale pour une septième victoire en championnat d'Europe.

## Palmarès
Jeux olympiques
- (2008, 2012, 2024)
- (1988, 1992)
- (2000, 2016, 2020)

Championnats du monde
- (1999, 2011, 2015, 2021)
- (1997, 2001, 2007, 2017, 2023)
- (1986, 1993, 2009)

Championnats d'Europe
- (1998, 2004, 2006, 2008, 2010, 2014, 2016, 2020, 2022)(*)
- (1996, 2002, 2012)
- (1994)

(*) Record

## Résultats détaillés
Légende
- compétition jouée à domicile
- vainqueur
- finaliste
- médaillé de bronze
- promu ou
- relégué du championnat du monde B ou C

| Année | Classement                          | J                      | G                      | N                      | P                      | BP                     | BC                     | Diff                   |
| ----- | ----------------------------------- | ---------------------- | ---------------------- | ---------------------- | ---------------------- | ---------------------- | ---------------------- | ---------------------- |
| 1976  | Non qualifiée                       | Non qualifiée          | Non qualifiée          | Non qualifiée          | Non qualifiée          | Non qualifiée          | Non qualifiée          | Non qualifiée          |
| 1980  | Non qualifiée                       | Non qualifiée          | Non qualifiée          | Non qualifiée          | Non qualifiée          | Non qualifiée          | Non qualifiée          | Non qualifiée          |
| 1984  | Non qualifiée                       | Non qualifiée          | Non qualifiée          | Non qualifiée          | Non qualifiée          | Non qualifiée          | Non qualifiée          | Non qualifiée          |
| 1988  | Médaille d'argent, Jeux olympiques  | 4                      | 3                      | 1                      | 1                      | 115                    | 91                     | +24                    |
| 1992  | Médaille d'argent, Jeux olympiques  | 5                      | 3                      | 0                      | 2                      | 99                     | 110                    | -11                    |
| 1996  | 4e place                            | 5                      | 2                      | 0                      | 3                      | 116                    | 109                    | +7                     |
| 2000  | Médaille de bronze, Jeux olympiques | 7                      | 6                      | 0                      | 1                      | 174                    | 137                    | +37                    |
| 2004  | Non qualifiée                       | Non qualifiée          | Non qualifiée          | Non qualifiée          | Non qualifiée          | Non qualifiée          | Non qualifiée          | Non qualifiée          |
| 2008  | Médaille d'or, Jeux olympiques      | 8                      | 8                      | 0                      | 0                      | 248                    | 185                    | +63                    |
| 2012  | Médaille d'or, Jeux olympiques      | 8                      | 5                      | 1                      | 2                      | 196                    | 187                    | +9                     |
| 2016  | Médaille de bronze, Jeux olympiques | 8                      | 6                      | 0                      | 2                      | 247                    | 205                    | +42                    |
| 2020  | Médaille de bronze, Jeux olympiques | 8                      | 7                      | 0                      | 1                      | 258                    | 191                    | +67                    |
| 2024  | Médaille d'or, Jeux olympiques      | 8                      | 7                      | 0                      | 1                      | 226                    | 167                    | +59                    |
| 2028  | Qualifications à venir              | Qualifications à venir | Qualifications à venir | Qualifications à venir | Qualifications à venir | Qualifications à venir | Qualifications à venir | Qualifications à venir |
| Total | 9/14 (+0/1)                         | 53                     | 40                     | 2                      | 22                     | 1421                   | 1191                   | +240                   |

| Année         | Classement                 | J                      | G                      | N                      | P                      | BP                     | BC                     | Diff                   |
| ------------- | -------------------------- | ---------------------- | ---------------------- | ---------------------- | ---------------------- | ---------------------- | ---------------------- | ---------------------- |
| 1994          | Médaille de bronze, Europe | 7                      | 4                      | 0                      | 3                      | 134                    | 130                    | +4                     |
| 1996          | Médaille d'argent, Europe  | 7                      | 4                      | 2                      | 1                      | 179                    | 151                    | +26                    |
| 1998          | Médaille d'or, Europe      | 7                      | 7                      | 0                      | 0                      | 189                    | 132                    | +57                    |
| 2000          | 6e place                   | 6                      | 2                      | 2                      | 2                      | 151                    | 149                    | +2                     |
| 2002          | Médaille d'argent, Europe  | 8                      | 6                      | 1                      | 1                      | 203                    | 169                    | +34                    |
| 2004          | Médaille d'or, Europe      | 8                      | 8                      | 0                      | 0                      | 259                    | 191                    | +68                    |
| 2006          | Médaille d'or, Europe      | 8                      | 8                      | 0                      | 0                      | 258                    | 179                    | +79                    |
| 2008          | Médaille d'or, Europe      | 8                      | 7                      | 1                      | 0                      | 248                    | 169                    | +79                    |
| 2010          | Médaille d'or, Europe      | 8                      | 7                      | 0                      | 1                      | 239                    | 146                    | +93                    |
| 2012          | Médaille d'argent, Europe  | 8                      | 6                      | 0                      | 2                      | 219                    | 194                    | +25                    |
| 2014          | Médaille d'or, Europe      | 8                      | 7                      | 0                      | 1                      | 225                    | 192                    | +33                    |
| 2016          | Médaille d'or, Europe      | 8                      | 8                      | 0                      | 0                      | 211                    | 170                    | +41                    |
| 2018          | 5e place                   | 7                      | 5                      | 0                      | 2                      | 224                    | 177                    | +47                    |
| 2020          | Médaille d'or, Europe      | 8                      | 8                      | 0                      | 0                      | 254                    | 180                    | +74                    |
| 2022          | Médaille d'or, Europe      | 8                      | 7                      | 0                      | 1                      | 239                    | 190                    | +49                    |
| 2024          | Médaille d'or, Europe      | 9                      | 9                      | 0                      | 0                      | 300                    | 206                    | +94                    |
| (5 pays) 2026 | Qualifications à venir     | Qualifications à venir | Qualifications à venir | Qualifications à venir | Qualifications à venir | Qualifications à venir | Qualifications à venir | Qualifications à venir |
| 2028          | Qualifiée                  | Qualifiée              | Qualifiée              | Qualifiée              | Qualifiée              | Qualifiée              | Qualifiée              | Qualifiée              |
| Total         | 15/15 (+1/2)               | 123                    | 103                    | 6                      | 14                     | 3532                   | 2725                   | +807                   |

| Année  | Classement                | J                      | G                      | N                      | P                      | BP                     | BC                     | Diff                   |
| ------ | ------------------------- | ---------------------- | ---------------------- | ---------------------- | ---------------------- | ---------------------- | ---------------------- | ---------------------- |
| 1957   | Non qualifiée             | Non qualifiée          | Non qualifiée          | Non qualifiée          | Non qualifiée          | Non qualifiée          | Non qualifiée          | Non qualifiée          |
| 1962   | Non qualifiée             | Non qualifiée          | Non qualifiée          | Non qualifiée          | Non qualifiée          | Non qualifiée          | Non qualifiée          | Non qualifiée          |
| 1965   | Non qualifiée             | Non qualifiée          | Non qualifiée          | Non qualifiée          | Non qualifiée          | Non qualifiée          | Non qualifiée          | Non qualifiée          |
| 1971   | 7e place                  | 4                      | 1                      | 1                      | 2                      | 33                     | 41                     | -8                     |
| 1973   | 8e place                  | 5                      | 1                      | 0                      | 4                      | 42                     | 57                     | -15                    |
| 1975   | 8e place                  | 5                      | 2                      | 0                      | 3                      | 61                     | 66                     | -5                     |
| 1977 B | 9e place                  | 2                      | 1                      | 0                      | 2                      | 33                     | 32                     | +1                     |
| 1978   | Non qualifiée             | Non qualifiée          | Non qualifiée          | Non qualifiée          | Non qualifiée          | Non qualifiée          | Non qualifiée          | Non qualifiée          |
| 1981 B | 3e place                  | 10                     | 5                      | 0                      | 1                      | 104                    | 89                     | +15                    |
| 1982   | 7e place                  | 7                      | 4                      | 1                      | 2                      | 139                    | 117                    | +22                    |
| 1983 B | 10e place                 | 4                      | 2                      | 0                      | 4                      | 125                    | 127                    | -2                     |
| 1985 B | 6e place                  | 8                      | 4                      | 0                      | 3                      | 138                    | 137                    | +1                     |
| 1986   | Médaille de bronze, monde | 7                      | 5                      | 1                      | 1                      | 174                    | 127                    | +47                    |
| 1990   | 6e place                  | 7                      | 4                      | 0                      | 3                      | 135                    | 135                    | 0                      |
| 1993   | Médaille de bronze, monde | 7                      | 6                      | 0                      | 1                      | 144                    | 126                    | +18                    |
| 1995   | 4e place                  | 8                      | 5                      | 0                      | 3                      | 205                    | 151                    | +54                    |
| 1997   | Médaille d'argent, monde  | 9                      | 7                      | 0                      | 2                      | 251                    | 188                    | +63                    |
| 1999   | Médaille d'or, monde      | 9                      | 8                      | 0                      | 1                      | 240                    | 170                    | +70                    |
| 2001   | Médaille d'argent, monde  | 9                      | 8                      | 0                      | 1                      | 292                    | 203                    | +89                    |
| 2003   | 6e place                  | 9                      | 6                      | 1                      | 2                      | 297                    | 241                    | +56                    |
| 2005   | 9e place                  | 8                      | 3                      | 1                      | 4                      | 232                    | 205                    | +27                    |
| 2007   | Médaille d'argent, monde  | 10                     | 8                      | 0                      | 2                      | 314                    | 246                    | +68                    |
| 2009   | Médaille de bronze, monde | 10                     | 8                      | 0                      | 2                      | 303                    | 227                    | +76                    |
| 2011   | Médaille d'or, monde      | 9                      | 8                      | 0                      | 1                      | 278                    | 201                    | +77                    |
| 2013   | 5e place                  | 7                      | 6                      | 0                      | 1                      | 198                    | 139                    | +59                    |
| 2015   | Médaille d'or, monde      | 9                      | 8                      | 0                      | 1                      | 269                    | 209                    | +60                    |
| 2017   | Médaille d'argent, monde  | 9                      | 7                      | 0                      | 2                      | 281                    | 196                    | +85                    |
| 2019   | 4e place                  | 10                     | 7                      | 0                      | 3                      | 273                    | 224                    | +49                    |
| 2021   | Médaille d'or, monde      | 9                      | 8                      | 1                      | 0                      | 320                    | 191                    | +129                   |
| 2023   | Médaille d'argent, monde  | 9                      | 7                      | 0                      | 2                      | 302                    | 208                    | +94                    |
| 2025   | Qualifiée                 | Qualifiée              | Qualifiée              | Qualifiée              | Qualifiée              | Qualifiée              | Qualifiée              | Qualifiée              |
| 2027   | Qualifications à venir    | Qualifications à venir | Qualifications à venir | Qualifications à venir | Qualifications à venir | Qualifications à venir | Qualifications à venir | Qualifications à venir |
| 2029   | Qualifications à venir    | Qualifications à venir | Qualifications à venir | Qualifications à venir | Qualifications à venir | Qualifications à venir | Qualifications à venir | Qualifications à venir |
| 2031   | Qualifications à venir    | Qualifications à venir | Qualifications à venir | Qualifications à venir | Qualifications à venir | Qualifications à venir | Qualifications à venir | Qualifications à venir |
| Total  | 23/26 (+1/4)              | 176                    | 127                    | 6                      | 43                     | 4822                   | 3692                   | +1132                  |

## Effectif

### Effectif actuel
L'effectif de l'équipe Jeux olympiques de 2024 est :

## Sélectionneurs
Les sélectionneurs ou sélectionneuses depuis 1974 sont :
- Frode Kyvåg : 1974-1978
- Otto Th. Pedersen : 1978-1982
- Karen Fladset : 1982-1984
- Sven-Tore Jacobsen : 1984-1993
- Marit Breivik : 1994-2009
- Þórir Hergeirsson : de 2009 à décembre 2024
- Ole Gustav Gjekstad : à partir de janvier 2025

### Joueuses historiques
Plusieurs joueuses norvégienne ont été reconnues pour leurs performances individuelles, en tant que meilleure joueuse du monde ou meilleure joueuse, membre de l'équipe-type ou meilleure buteuse d'un tournoi :
Meilleure handballeuse mondiale de l'année
- Trine Haltvik (1) : 1998
- Cecilie Leganger (1) : 2001
- Gro Hammerseng (1) : 2007
- Linn Kristin Riegelhuth (1) : 2008
- Heidi Løke (1) : 2011
- Stine Bredal Oftedal (1) : 2019

Meilleure joueuse d'un tournoi
- Cecilie Leganger (1) : Mondial 1993
- Trine Haltvik (1) : Euro 1998[réf. nécessaire]
- Gro Hammerseng (2) : Euro 2004 et Euro 2006
- Katja Nyberg (1) : Mondial 2007
- Kristine Lunde (1) : Euro 2008
- Anja Edin (1) : Euro 2012
- Stine Bredal Oftedal (1) : Mondial 2017
- Kari Brattset (1) : Mondial 2021
- Henny Reistad (2) : Euro 2022 et Mondial 2023
- Katrine Lunde (1) : JO 2024

Membre de l'équipe-type d'un tournoi
- Heidi Sundal (2) : JO 1992[21] et Mondial 1993[réf. à confirmer]
- Cecilie Leganger (6) : Mondial 1993, Mondial 1995, Mondial 1999, Mondial 2001, Euro 1994 et Euro 1998
- Kjersti Grini (3) : JO 1996, JO 2000[21] et Euro 1998
- Heidi Tjugum (2) : Euro 1996 et JO 2000[21]
- Tonje Sagstuen (1) : Mondial 1997
- Kristine Duvholt Havnås (1) : Mondial 1999
- Lina Olsson Rosenberg (1) : Euro 2002
- Gro Hammerseng (4) : Euro 2004, Euro 2006, Euro 2010 et Mondial 2007
- Kari Mette Johansen (1) : Euro 2006
- Else-Marthe Sørlie-Lybekk (1) : JO 2008
- Katrine Lunde (6) : JO 2008, Euro 2008, Euro 2010 et Euro 2012, Mondial 2017, JO 2020
- Linn Kristin Riegelhuth (2) : Euro 2008 et Mondial 2009
- Tonje Larsen (1) : Euro 2008
- Kristine Lunde (1) : Euro 2008
- Camilla Herrem (4) : Mondial 2009, Euro 2016, Mondial 2019, Euro 2020
- Heidi Løke (7) : Euro 2010, Mondial 2011, JO 2012, Euro 2012, Euro 2014, Mondial 2015 et JO 2016
- Kari Aalvik Grimsbø (2) : JO 2012 et JO 2016
- Silje Solberg (1) : Euro 2014
- Nora Mørk (6) : Euro 2014, Mondial 2015, Euro 2016, Mondial 2017, Euro 2020, Mondial 2021
- Stine Bredal Oftedal (6) : Mondial 2015, Euro 2018, Euro 2020, Euro 2022, Mondial 2023, JO 2024
- Henny Reistad (2) : Mondial 2021, 2024
- Kari Brattset (1) : JO 2024

Meilleure buteuse d'un tournoi
- Kjersti Grini (2) : Euro 1996 et JO 2000 (61 but)
- Linn Kristin Riegelhuth (1) : Euro 2008 (51 buts)
- Nora Mørk (6) : JO 2016 (62 buts), Euro 2016 (53 buts), Mondial 2017 (66 buts), Euro 2020 (52 buts), JO 2020 (52 buts), Euro 2022 (50 buts).

### Statistiques individuelles
- Les joueuses toujours en activités sont surlignées en bleu

Les dix joueuses ayant le plus de sélections et de buts marqués en compétition officielle sont :
| #                                       | Joueuse                       | Matchs | Période     |
| --------------------------------------- | ----------------------------- | ------ | ----------- |
| 1                                       | Katrine Lunde                 | 351    | depuis 2002 |
| 2                                       | Camilla Herrem                | 306    | depuis 2006 |
| 3                                       | Karoline Dyhre Breivang       | 305    | 2000–2014   |
| 4                                       | Susann Goksør Bjerkrheim      | 296    | 1987–2000   |
| 5                                       | Linn-Kristin Riegelhuth Koren | 279    | 2003-2016   |
| 6                                       | Heidi Sundal                  | 269    | 1980–1993   |
| 7                                       | Tonje Larsen                  | 264    | 1992–2010   |
| 8                                       | Stine Bredal Oftedal          | 259    | depuis 2010 |
| 9                                       | Annette Skotvoll              | 250    | 1987–1996   |
| 10                                      | Karin Pettersen Ryen          | 244    | 1984–1993   |
| Dernière mise à jour : 1er juillet 2024 |                               |        |             |

| #                                       | Joueuse                       | Buts | Matchs | Moy. | Période     |
| --------------------------------------- | ----------------------------- | ---- | ------ | ---- | ----------- |
| 1                                       | Kjersti Grini                 | 1003 | 201    | 4,99 | 1987–2001   |
| 2                                       | Linn-Kristin Riegelhuth Koren | 971  | 279    | 3,48 | 2003-2016   |
| 3                                       | Cathrine Roll-Matthiesen      | 918  | 233    | 3,93 | 1985–1996   |
| 4                                       | Susann Goksør Bjerkrheim      | 844  | 296    | 2,85 | 1987–2000   |
| 5                                       | Camilla Herrem                | 896  | 306    | 2,93 | depuis 2006 |
| 6                                       | Nora Mørk                     | 875  | 182    | 4,81 | depuis 2006 |
| 7                                       | Trine Haltvik                 | 832  | 241    | 3,45 | 1984–2000   |
| 8                                       | Heidi Løke                    | 801  | 226    | 3,54 | 2006-2020   |
| 9                                       | Heidi Sundal                  | 731  | 269    | 2,72 | 1980–1993   |
| 10                                      | Stine Bredal Oftedal          | 726  | 259    | 2,8  | depuis 2010 |
| Dernière mise à jour : 1er juillet 2024 |                               |      |        |      |             |